# Vaini (Distrikt)
Vaini  ist einer der sieben Distrikte der Division Tongatapu im Königreich Tonga im Pazifik.

## Geographie
Der Distrikt liegt an der Südküste des Tongatapu-Atolls und erstreckt sich bis zum Fuaʻamotu Beach, wo sich der Distrikt Tatakamotonga anschließt. Der Distrikt grenzt im Westen an den Distrikt Nukunuku und im Norden an Kolomotuʻa sowie an die zentrale Fangaʻuta Lagoon (Fanga Kakau Lagoon). Die Halbinsel von Folaha tritt fast bis an den Hauptstadtbezirk Kolofoʻou heran.

## Bevölkerung
Zum Distrikt gehören mehrere Siedlungen:
| Dorf       | Einwohner (2021) |
| ---------- | ---------------- |
| Vaini      | 3295             |
| Malapo     | 647              |
| Longoteme  | 681              |
| Folaha     | 904              |
| Nukuhetulu | 329              |
| Veitongo   | 1411             |
| Haʻateiho  | 2627             |
| Pea        | 1991             |
| Tokomololo | 1314             |